# Not Wanted on Voyage
Not Wanted on Voyage es una película de comedia británica de 1957 dirigida por Maclean Rogers y protagonizada por Ronald Shiner, Brian Rix y Catherine Boyle. La película se rodó en el complejo de Elstree Studios.

## Trama
Dos comisarios de cabina trabajan en un crucero mediterráneo de lujo en un intento de sacar dinero extra de los pasajeros usando todas las medidas posibles. Sin embargo, cuando uno de los pasajeros ricos roba un valioso diamante hacen todo lo que pueden para asegurarse de que vuelva a su dueño.

## Reparto
- Ronald Shiner como Steward Albert Higgins.
- Brian Rix como Steward Cecil Hollebone.
- Catherine Boyle (Katie Boyle) como Julie Hains.
- Griffith Jones como Guy Harding.
- Fabia Drake como la señora Brough.
- Michael Brennan como el jefe Steward.
- Michael Shepley como el coronel Blewton-Fawcett.
- Dorinda Stevens como Pat.
- Martin Boddey como el capitán.
- Janet Barrow como Lady Maud Catesby.
- Therese Burton como la señora Rose.
- John T. Chapman como el señor Rose.
- Peter Prowse como Strang.
- Eric Pohlmann como Pedro.
- Larry Noble como Steward Bleeding.
- Michael Ripper como Steward Macy.
- Hugh Moxey como el primer oficial.